# Gare de Villars-les-Dombes
La gare de Villars-les-Dombes est une gare ferroviaire française de la ligne de Lyon-Saint-Clair à Bourg-en-Bresse. Elle est située, rue des Acacias, sur le territoire de la commune de Villars-les-Dombes, dans le département de l'Ain, en région Auvergne-Rhône-Alpes.
Elle est mise en service en 1866 par la Compagnie de la Dombes.
C'est une gare de la Société nationale des chemins de fer français (SNCF), desservie par des trains TER Auvergne-Rhône-Alpes.

## Situation ferroviaire
Établie à 280 mètres d'altitude, la gare de Villars-les-Dombes est située au point kilométrique (PK) 38,142 de la ligne de Lyon-Saint-Clair à Bourg-en-Bresse entre les gares de Saint-Marcel-en-Dombes et de Marlieux - Châtillon.
Elle est située sur la section à double voie qui débute peu avant la gare au PK 19,334 et s'achève à la sortie de la gare, la ligne étant ensuite à voie unique.

## Histoire
La « station des Villars » est mise en service le 1er septembre 1866 par la Compagnie de la Dombes, lorsqu'elle ouvre à l'exploitation sa ligne de Sathonay à Bourg.
Au service de l'été, à partir du 10 mai 1869, la station est desservie par quatre (dans chaque sens) omnibus mixtes (voyageurs et marchandises) sur les relations : Bourg, ou Besançon, ou Mulhouse, ou Strasbourg, et Lyon-Croix-Rousse. Sur la relation Bourg-Lyon-Croix-Rousse, s'ajoute un train supplémentaire le lundi et le mercredi. 
En 1872, elle devient une gare du réseau de la Compagnie des Dombes et des chemins de fer du Sud-Est (DSE) qui c'est substituée à la compagnie d'origine.

## Fréquentation
Selon les estimations de la SNCF, la fréquentation annuelle de la gare s'élève aux nombres indiqués dans le tableau ci-dessous.
| Année               | 2024    | 2023    | 2022    | 2021    | 2020    | 2019    | 2018    | 2017    | 2016    | 2015    |
| ------------------- | ------- | ------- | ------- | ------- | ------- | ------- | ------- | ------- | ------- | ------- |
| Nombre de voyageurs | 492 195 | 470 245 | 454 412 | 359 158 | 310 541 | 474 926 | 461 345 | 494 399 | 477 027 | 469 458 |

## Service des voyageurs

### Accueil
Gare SNCF, elle dispose d'un bâtiment voyageurs, avec guichet, ouvert tous les jours. elle est équipée d'un distributeur automatique de titres de transport TER. Une passerelle permet le passage d'un quai à l'autre.

### Desserte
Villars-les-Dombes est desservie par des trains du réseau TER Auvergne-Rhône-Alpes de la relation Bourg-en-Bresse-Lyon-Perrache.

Installations
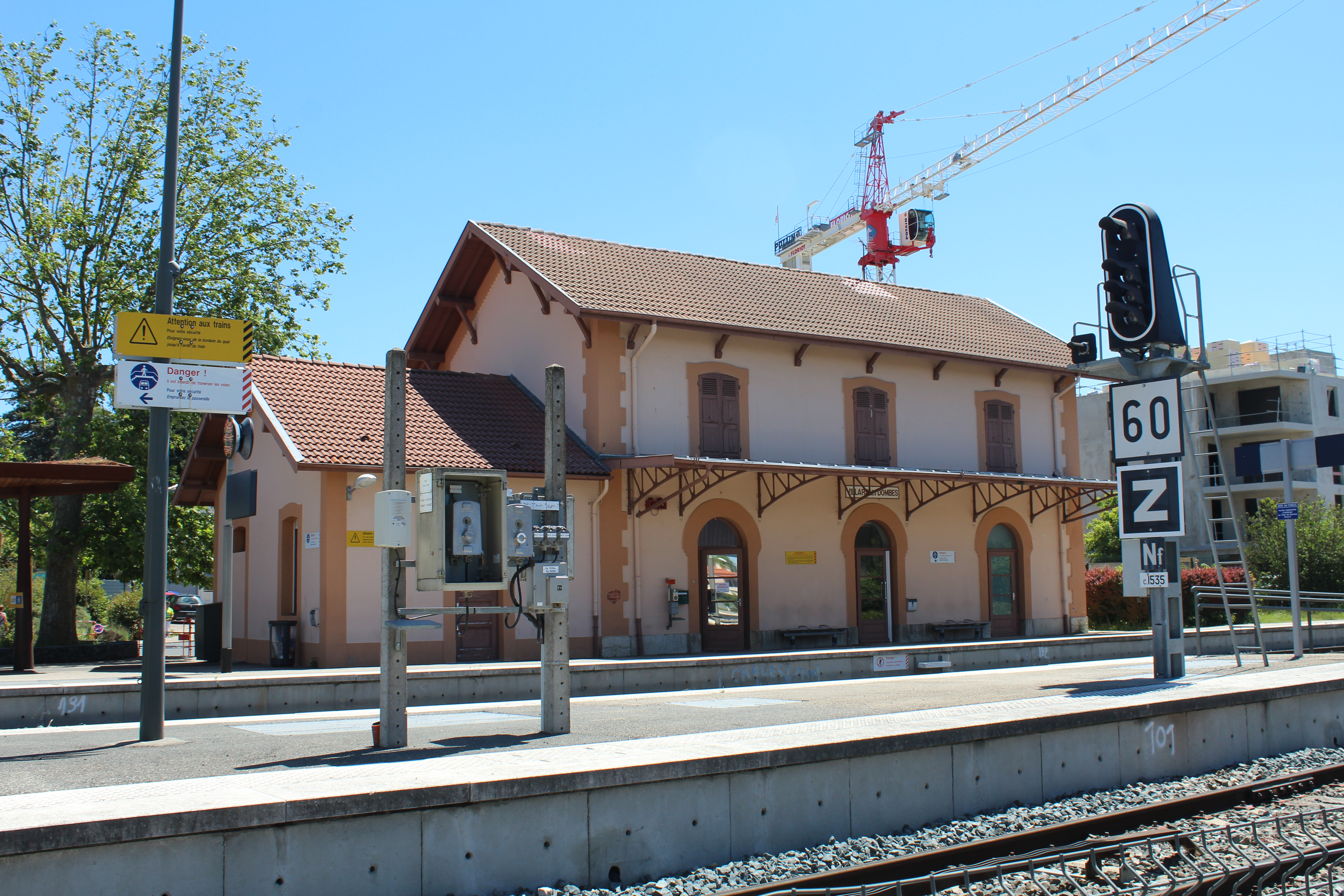
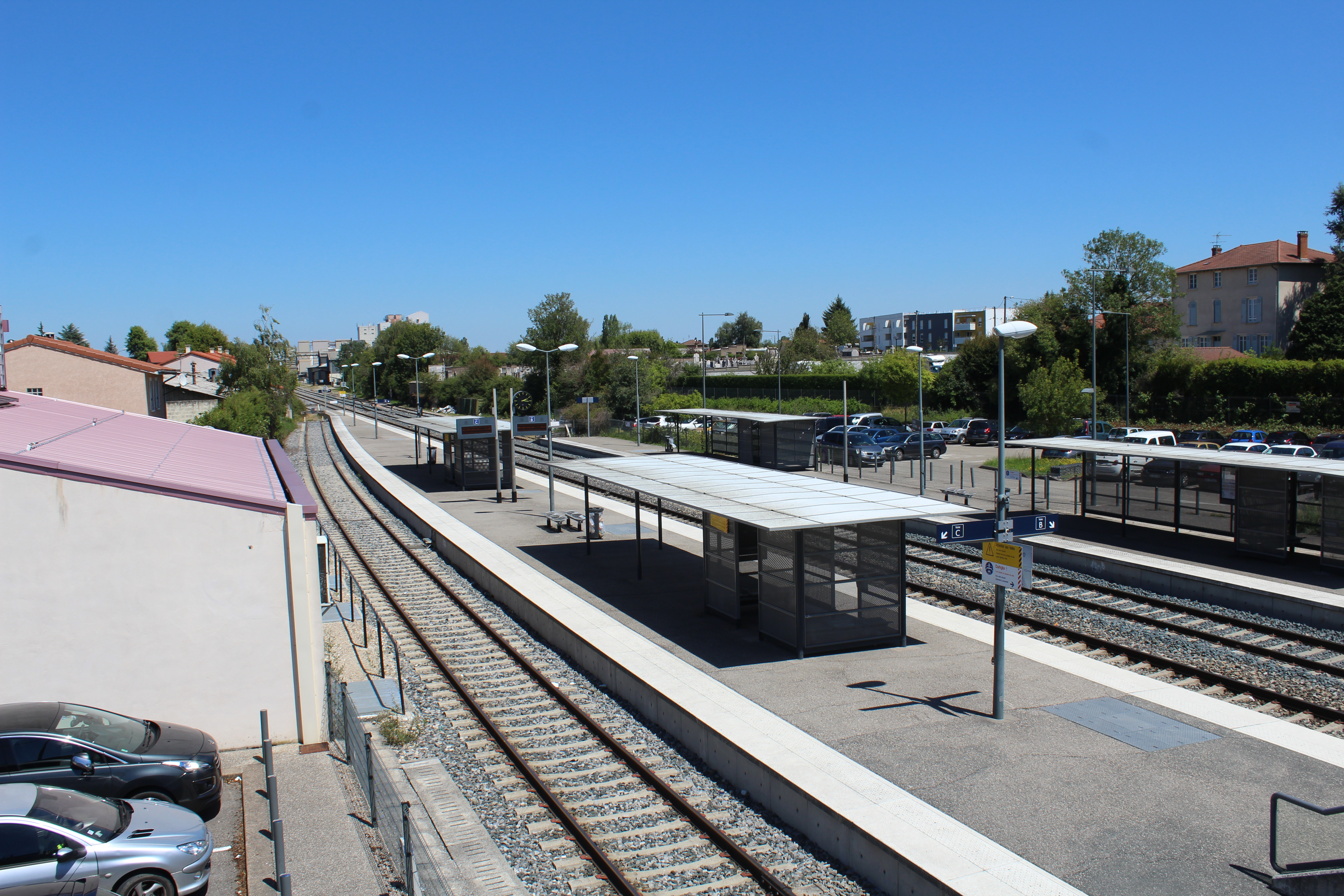
Vue depuis la passerelle.
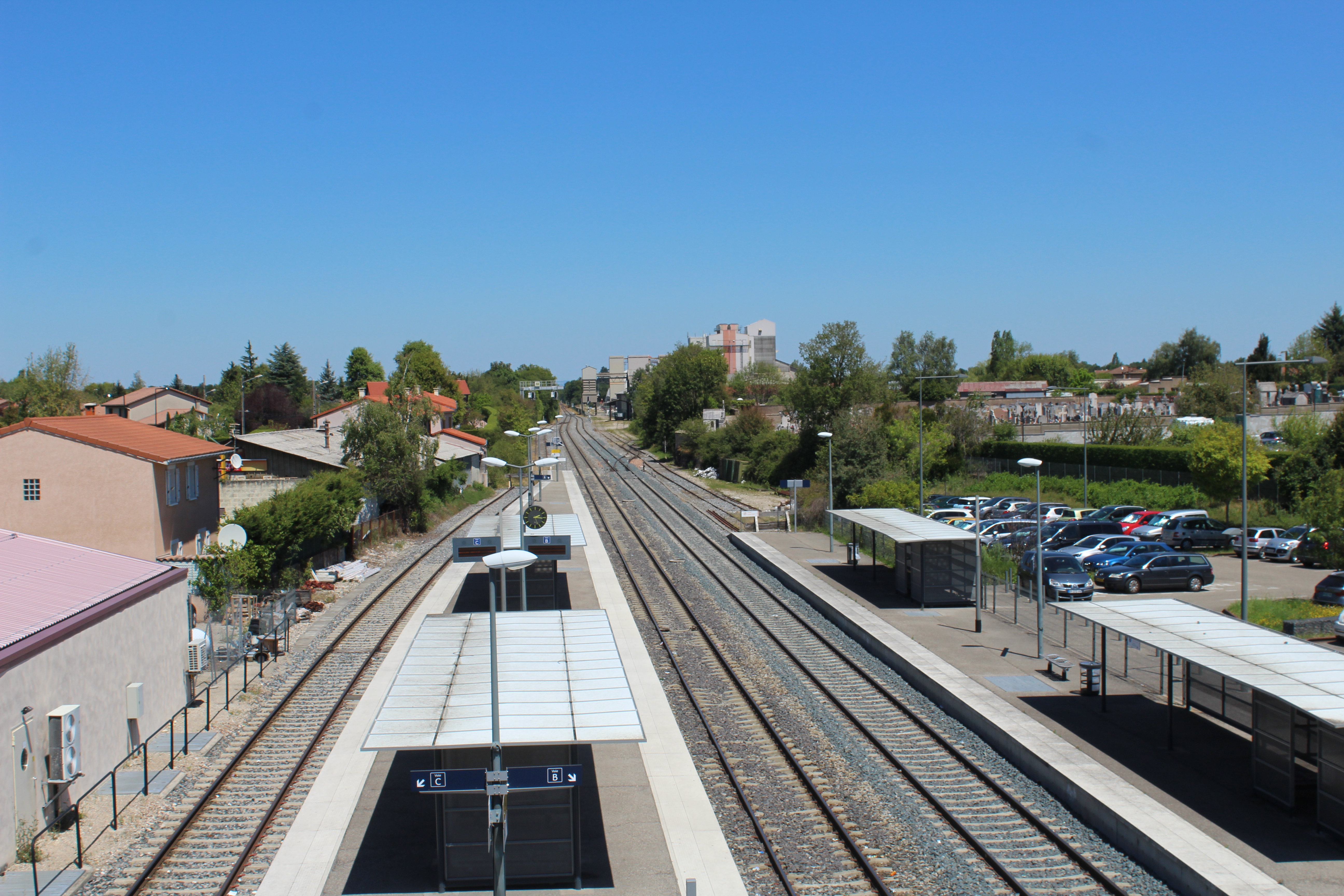
Vue depuis la passerelle.

### Intermodalité
Un parc pour les vélos et un parking pour les véhicules y sont aménagés. 

## Patrimoine ferroviaire
Le bâtiment voyageurs, construit dans le style des gares de la Compagnie de la Dombes est toujours utilisé. Il s'agit d'un bâtiment à étage de trois travées couvert par une toiture débordante à deux pans et doté d'une courte aile de service construite à une date ultérieure. Les portes et fenêtres, dotées d'un important larmier, sont à arc en plein cintre au rez-de-chaussée et à arc surbaissé à l'étage ; les pilastres d'angle sont à chaînages harpés et toute la façade sauf le soubassement en pierre est recouverte d'enduit.
Accolée au bâtiment se trouvait une extension construite en bois, désormais disparue, servant de buffet de la gare. La marquise de quai actuelle remplace la structure d'origine.
Il est notamment identique à celui de la gare de Saint-André-de-Corcy  et à celui de la gare de Saint-Paul-de-Varax.

Le bâtiment voyageurs
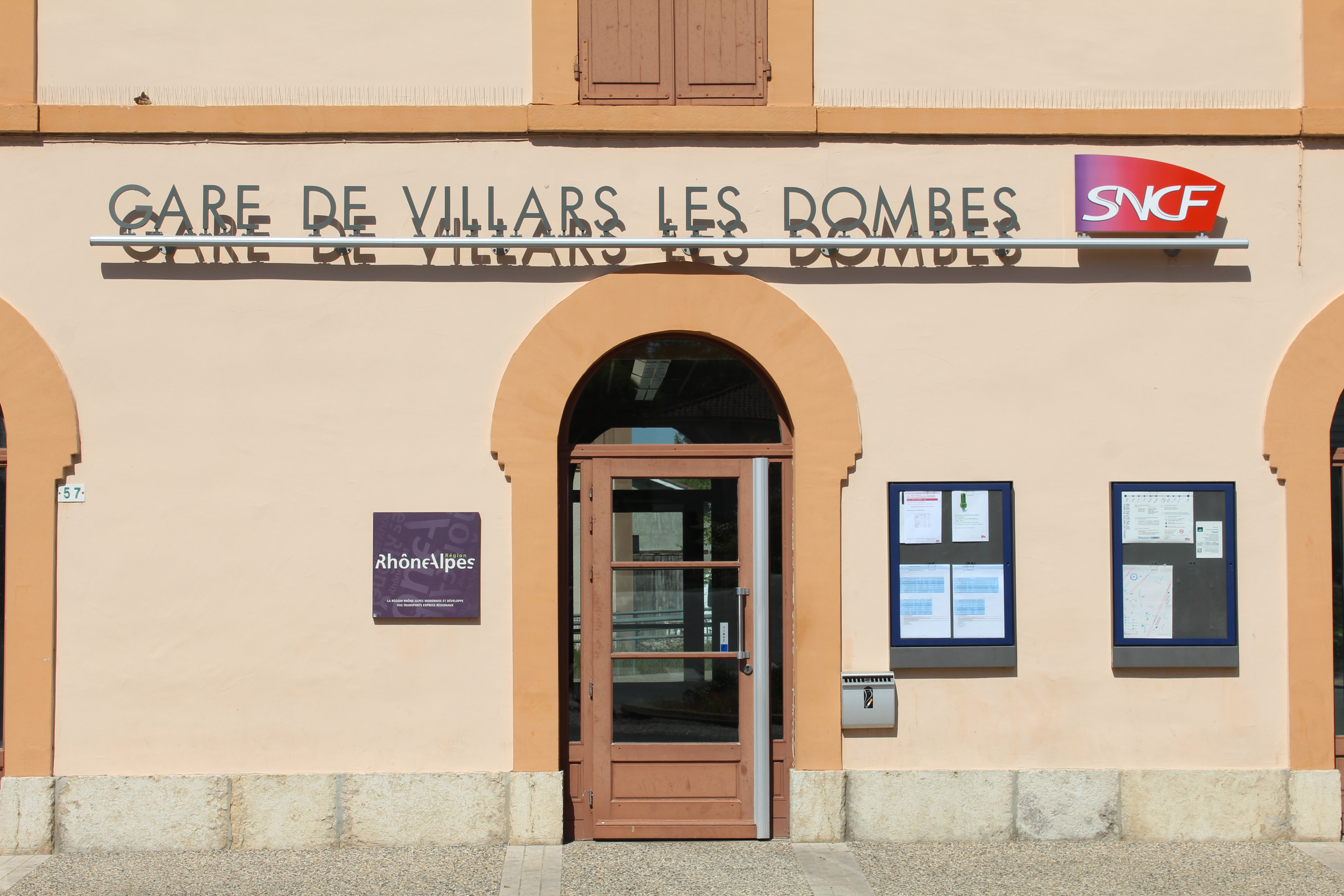
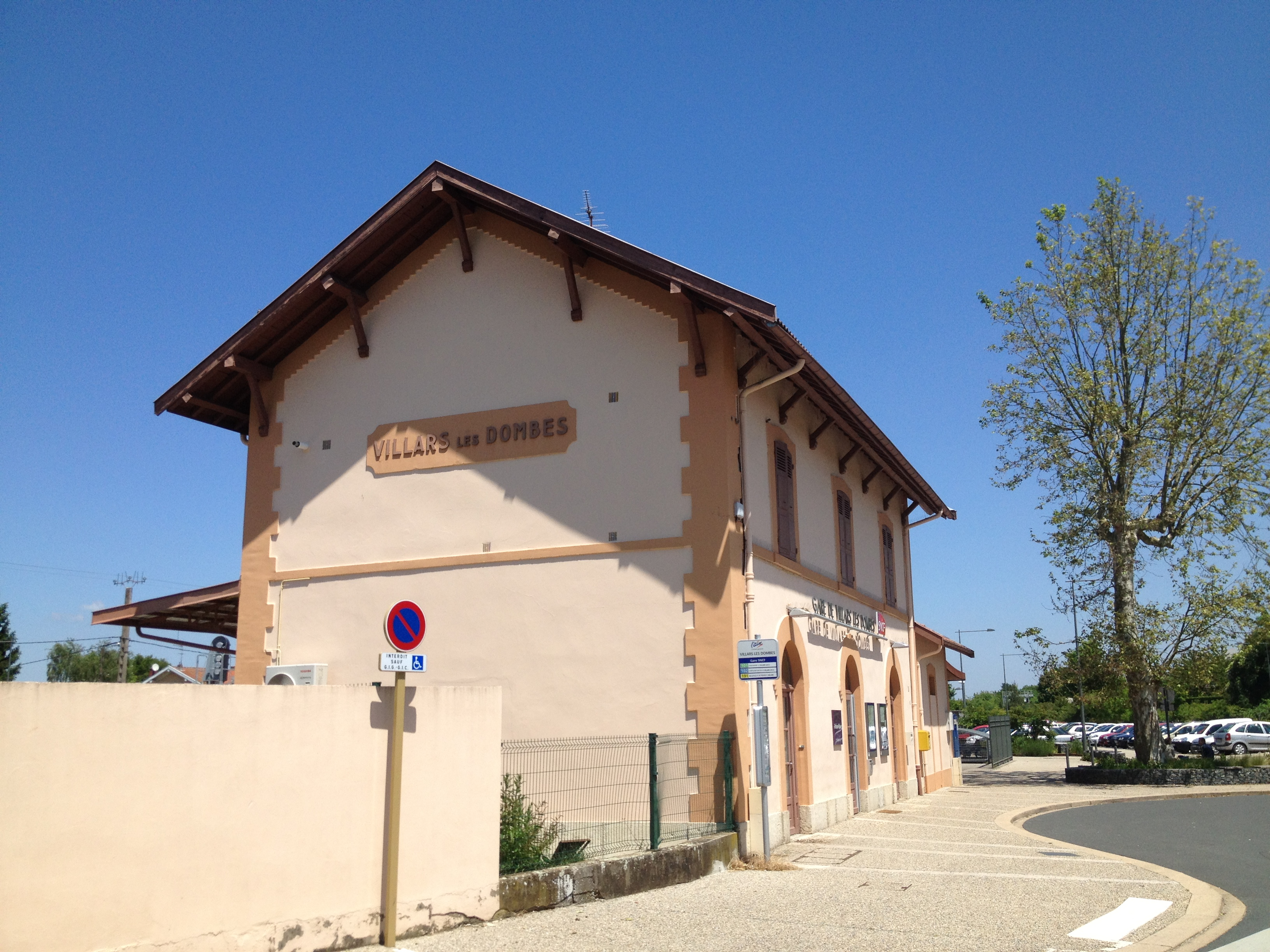
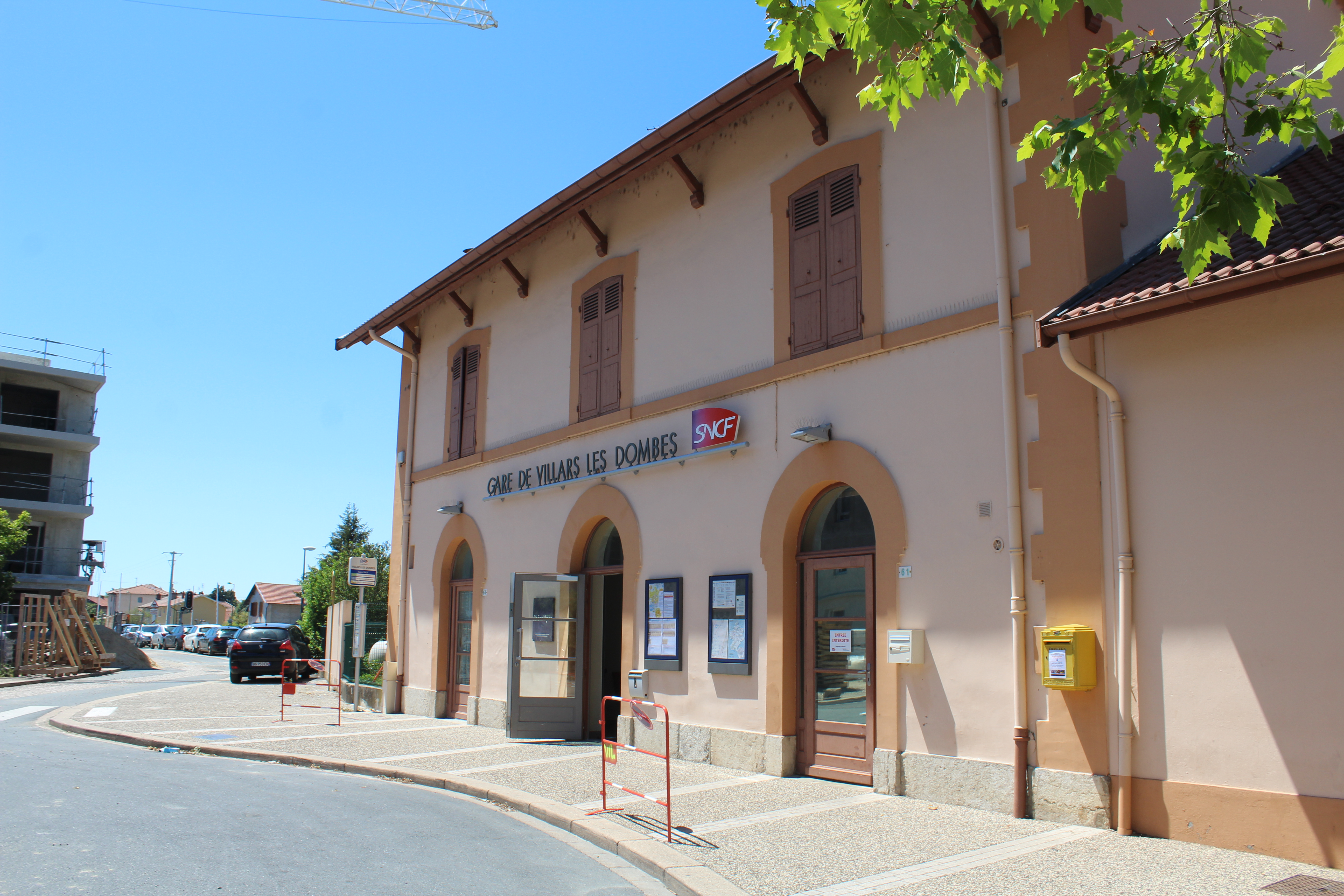